# Supercoppa qatariota 2014 (pallavolo maschile)
La Supercoppa qatariota 2014 si è svolta il 12 dicembre 2014: al torneo hanno partecipato due squadre di club qatariote e la vittoria finale è andata per la prima volta all'Al-Arabi Sports Club.

## Regolamento
Le squadre hanno disputato una gara unica.

## Squadre partecipanti
| Squadra   | Qualificazione                             | Ultima partecipazione |
| --------- | ------------------------------------------ | --------------------- |
| Al-Arabi  | Vincitrice Coppa dell'Emiro 2014           | Debutto               |
| Al-Rayyan | Vincitrice Qatar Volleyball League 2013-14 | Debutto               |

## Torneo
| 12 dicembre 2014 -, Doha Durata: ? - Spettatori: ? | Al-Arabi | 3 - 1 | Al-Rayyan | 22-25, 25-16, 25-23, 25-23 |